# Chiesa di San Pantaleo (Martis)
La chiesa di San Pantaleo è un luogo di culto sconsacrato situato poco fuori dall'abitato di Martis, nella Sardegna settentrionale. La chiesa, sino al 1920 consacrata al culto cattolico, versa in condizioni strutturali precarie a causa del cedimento della collina che la ospita e che ne ha comportato l'abbandono. Nonostante un intervento di riqualificazione effettuato  tra il 1988 e il 1989, una parte del tetto è crollata.
Edificata in forme romaniche ma con influenze gotico-aragonesi, la chiesa ha subito diversi interventi e rimaneggiamenti. Venne eretta tra il 1300 e il 1325 con un'unica navata a cui nel XV secolo furono aggiunte due navate laterali. Massicci pilastri a sezione cruciforme sostengono ciò che resta della copertura a botte; l'aula termina con il presbiterio di forma rettangolare.
La facciata è segnata da un ampio portale sormontato da un grande rosone.

## Galleria d'immagini

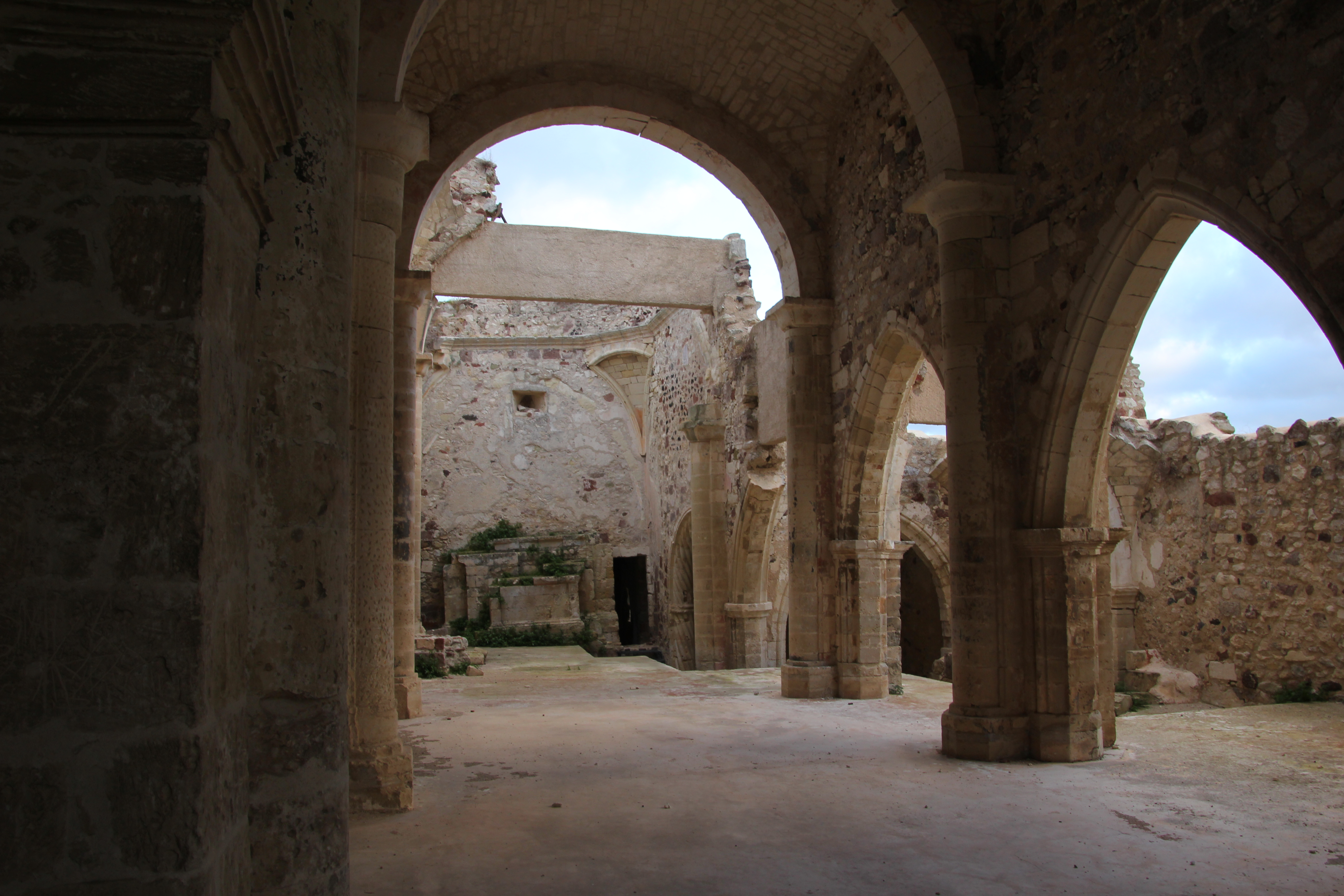
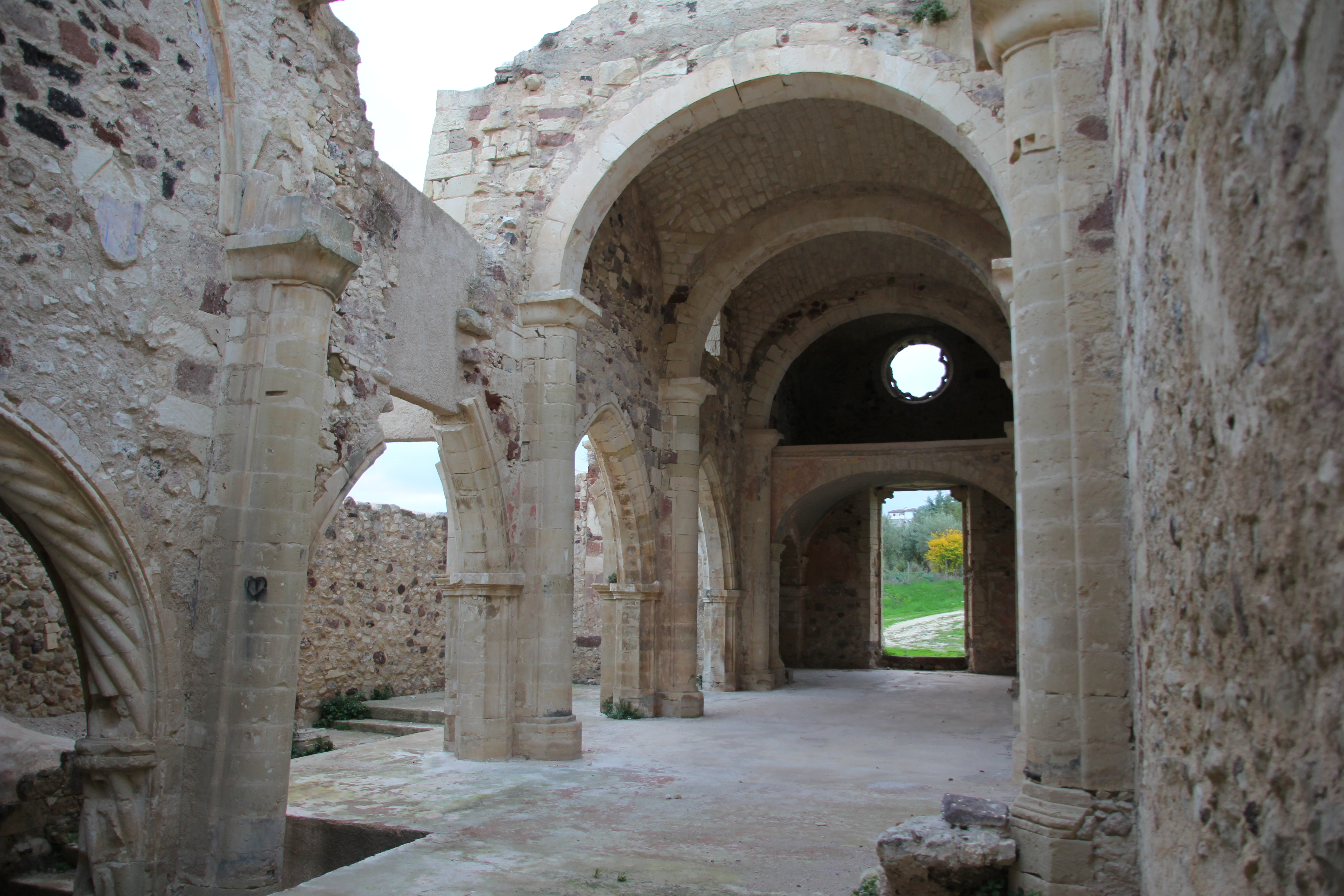
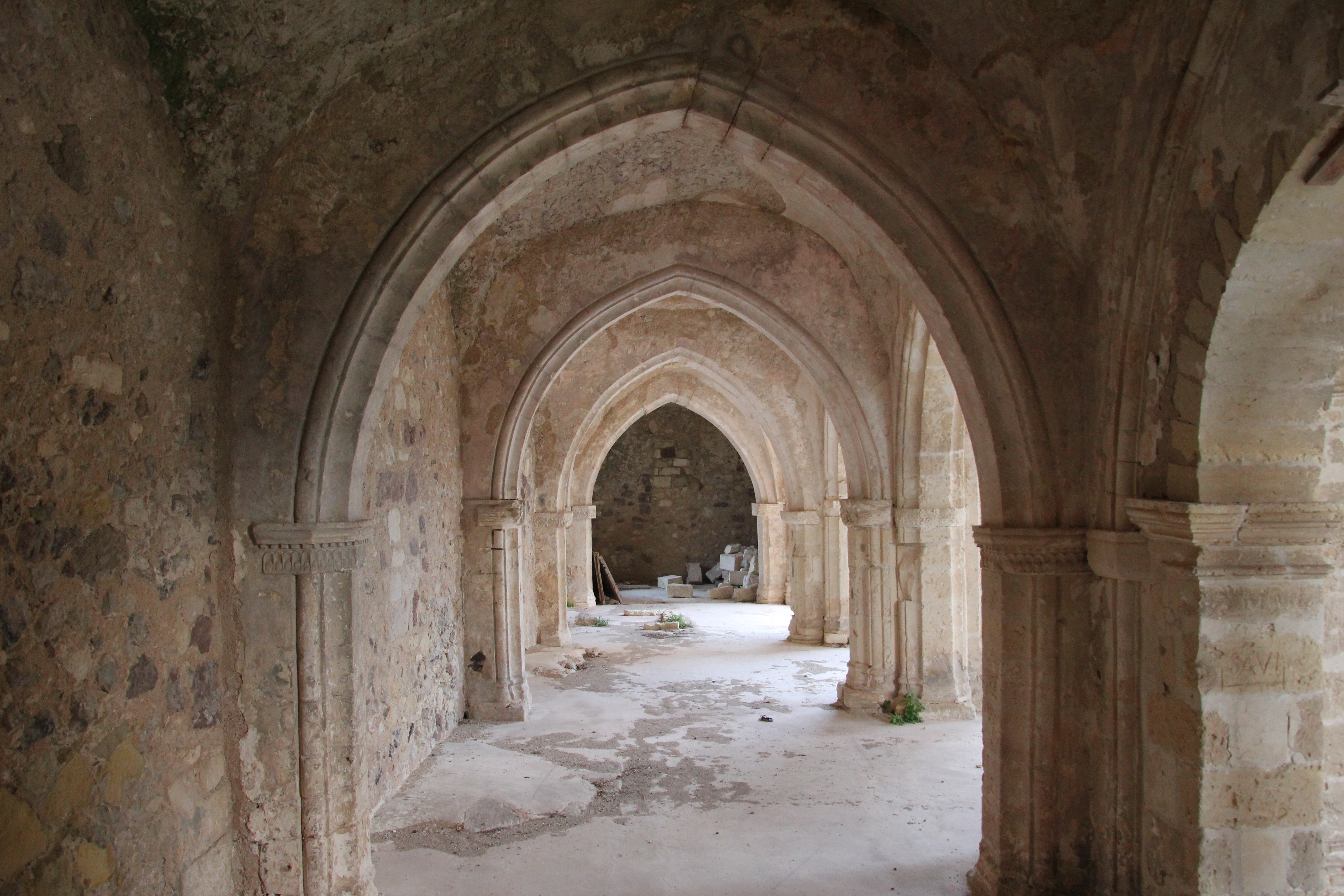
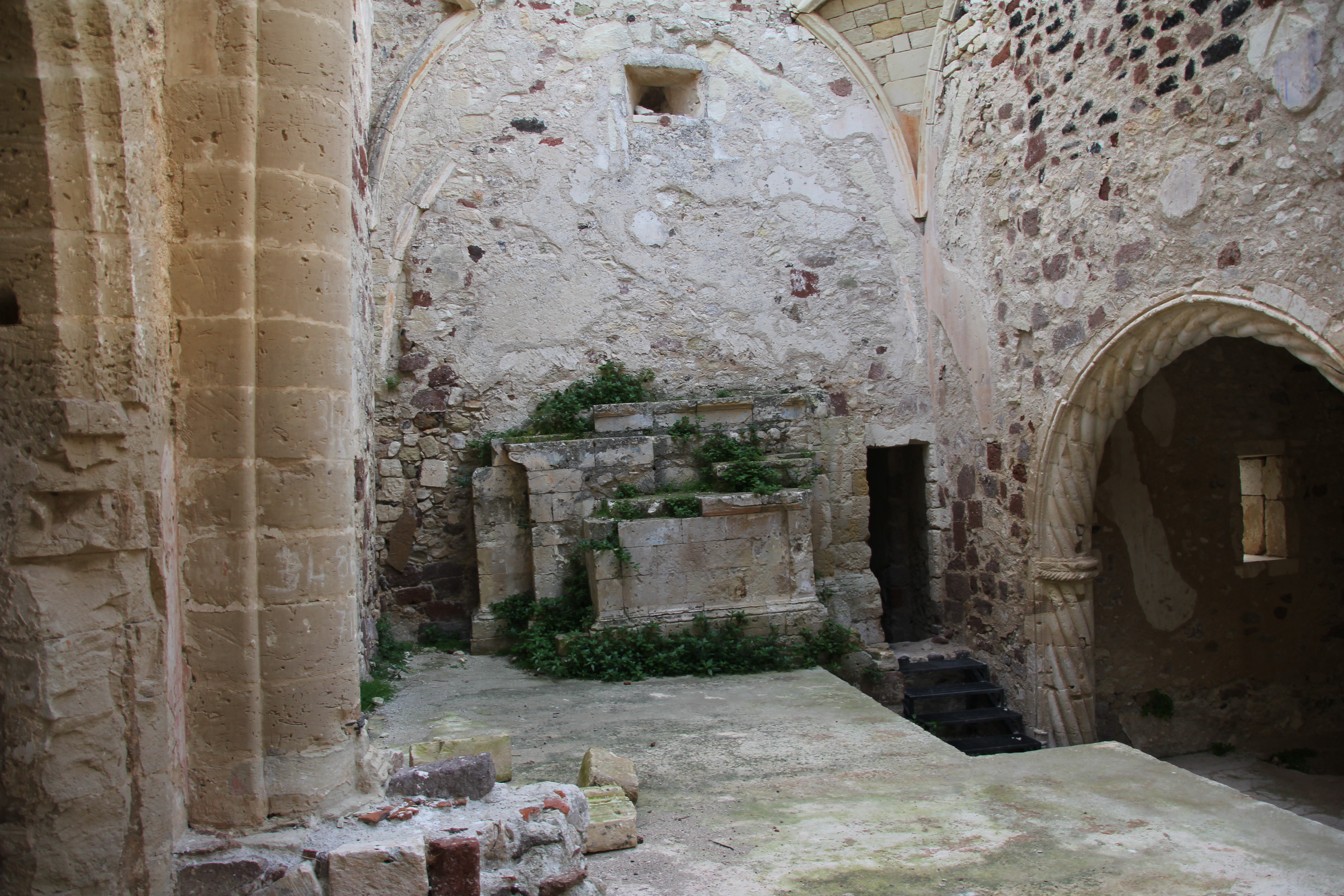